# Madonna col Bambino e santi (Mantegna)
La Madonna col Bambino e santi è un dipinto tempera su tavola (61,5x87,5 cm) attribuito ad Andrea Mantegna, databile al 1500 circa e conservato nella Galleria Sabauda di Torino.

## Descrizione e stile
La tavola, che presenta una grave lacuna nella parte superiore a sinistra, è un esempio del tardo stile del maestro. Al centro si trova la Madonna col Bambino, che sta in piedi torreggiando sulle sue ginocchia. Appoggianto in basso si vede san Giovannino con la tipica pelle da eremita nel deserto, il bastone con la croce e il cartiglio dove solitamente sta scritto "Ecce Agnus Dei..." Madre e figlio non si guardano, ma il loro legame è simboleggiato dai teneri gesti con cui si abbracciano. Il volto pensieroso e malinconico della Vergine è dovuto alla sua prefigurazione della Passione.
Degli altri santi presenti solo alcuni sono riconoscibili da attributi: a destra si vede chiaramente santa Caterina d'Alessandria con la ruota dentata, suo tipico attributo, seguita da una santa anziana, forse Anna e Gioacchino o santa Elisabetta, e un santo (san Giuseppe?). Dall'altro lato si vedono una santa, forse Maria Maddalena la cui presenza anticipa la Passione di Cristo, e un santo con libro, forse l'evangelista Giovanni.
Le figure si trovano tutte in primo piano e si accalcano occupando tutto lo spazio pittorico, secondo un'iconografia che facilitava la comprensione del fedele e quindi l'uso devozionale.
La scena è organizzata su un ritmo pacato, con colori brillanti amplificati dal cielo azzurrino dello sfondo.